# Heinrich Gerber
Heinrich Gerber (ur. 18 listopada 1832 w Hof, zm. 3 stycznia 1912 w Monachium) – niemiecki inżynier, konstruktor budowlany.
Był twórcą pionierskich rozwiązań konstrukcji mostów stalowych - w 1866 wynalazł przegubową belkę ciągłą (belka Gerbera), zastosowaną po raz pierwszy w 1867 w konstrukcji mostu w Bambergu w Bawarii.